# Heliophorus chinensis
Heliophorus chinensis är en fjärilsart som beskrevs av Hans Fruhstorfer 1908. Heliophorus chinensis ingår i släktet Heliophorus och familjen juvelvingar. Inga underarter finns listade i Catalogue of Life.